# Paula DuPré Pesmen
Paula DuPré Pesmen ist eine US-amerikanische Filmproduzentin und Drehbuchautorin.

## Karriere
DuPré Pesmen wurde in Boulder geboren. Sie begann ihre Filmkarriere 1989 als Produktionsassistentin bei der Fernsehserie Jesse Hawkes. In der Folge war sie bei einigen großen Hollywoodfilmen als assoziierte Produzentin aktiv. Ihre Produktion Die Bucht wurde verschiedentlich ausgezeichnet. Für den Dokumentarfilm über Quincy Jones erhielt sie einen Grammy. Zuletzt produzierte 2024 sie den Dokumentarfilm Porcelain War von Regisseur Brendan Bellomo, der unter anderem für einen Oscar in der Kategorie Bester Dokumentarfilm nominiert wurde.

## Filmografie (Auswahl)
- 1989: Jesse Hawkes (Fernsehserie, 2 Folgen)
- 2009: Die Bucht
- 2012: Chasing Ice
- 2014: Keep on Keepin’ On
- 2018: Quincy Jones – Man, Künstler, Vater
- 2022: My Sister Liv (Buch)
- 2024: Porcelain War (Buch, Produktion)

## Auszeichnungen (Auswahl)
- 2010: Cinema Eye Honors Award in den Kategorien Bester Dokumentarfilm und Herausragende Produktionsleistung für Die Bucht
- 2010: PGA Award in der Kategorie Bester Dokumentarfilm für Die Bucht
- 2014: Emmy in der Kategorie Herausragender Naturfilm für Chasing Ice
- 2019: Grammy in der Kategorie Bester Musikfilm für Quincy Jones – Man, Künstler, Vater
- 2024: AACTA-Award-Nominierung in der Kategorie Bester Dokumentarfilm für Porcelain War
- 2025: PGA-Award-Nominierung in der Kategorie Bester Produzent eines Dokumentarfilms für Porcelain War
- 2025: Oscar-Nominierung in der Kategorie Bester Dokumentarfilm für Porcelain War